# Hermann Anschütz-Kaempfe
Hermann Anschütz-Kaempfe (Zweibrücken 1872-Múnich 1931) fue el inventor del girocompás. Fue doctor honoris causa de la Universidad de Múnich.

## Biografía
Aunque empezó la carrera de medicina aconsejado e inspirado por su padre (profesor de física y matemáticas), la abandonó poco después para dedicarse a la historia del arte, cuyo estudio completó visitando las principales ciudades mediterráneas de la Antigüedad clásica.
En 1901, durante un proyecto de expedición submarina al polo norte, realizó exploraciones de tanteo cerca de Spitsbergen que le convencieron de la imposibilidad de orientarse dentro de un submarino con la brújula convencional. Esto le condujo a inventar el compás giroscópico o girocompás tras numerosos intentos.
En 1908 Anschütz-Kaempfe y el inventor norteamericano Elmer Ambrose Sperry patentaron el girocompás en Gran Bretaña y en Estados Unidos. Albert Einstein, examinador de patentes de la época, testificó en esta disputa por la patente y decidió, finalmente, en favor de Anschütz-Kaempfe.